# زلزال بيسايا 2019
زلزال بيسايا 2019 زلزال بلغت قوته 6.4 درجة وقع في جزر بيسايا في الفلبين في 23 أبريل 2019.

## الزلزال
أفاد المعهد الفلبيني لعلم البراكين والزلازل أن زلزالًا سُجل في الساعة 13:37 بتوقيت المحيط الهادي، حيث بلغت قوته 6.2 درجة على مقياس ريختر حسب التقرير الأولي للمعهد. ذكرت وكالة الدولة أن زلزال بيسايا لا علاقة له بالزلزال السابق الذي وقع قبل يوم واحد من وقوع زلزال ضرب لوزون. حُدد زلزال بيسايا بسبب حركة خندق الفلبين. أصيب أربعة أشخاص جراء سقوط الأجسام، وأُبلغ عن وقوع أضرار طفيفة بالقرب من مركز الزلزال.